# Iseïta
La iseïta és un mineral de la classe dels òxids que pertany al grup de la kamiokita. Rep el seu nom de la localitat tipus d'aquesta espècie: la ciutat d'Ise, al Japó.

## Característiques
La iseïta és un òxid de fórmula química Mn₂Mo₃O₈. Va ser aprovada com a espècie vàlida per l'Associació Mineralògica Internacional l'any 2012. Cristal·litza en el sistema hexagonal. Es troba en forma de grans petits, de menys de 20 micres, sub-metàl·lics i de color negre, en agregats granulars d'un mil·límetre. És un mineral isostructural amb la kamiokita. És l'anàleg amb manganès de la mateixa kamiokita i de la majindeïta.
Segons la classificació de Nickel-Strunz pertany a «04.CB: Òxids amb proporció metall:oxigen = 2:3, 3:5, i similars, amb cations de mida mitja» juntament amb els següents minerals: brizziïta, corindó, ecandrewsita, eskolaïta, geikielita, hematites, ilmenita, karelianita, melanostibita, pirofanita, akimotoïta, romanita, tistarita, avicennita, bixbyita, armalcolita, pseudobrookita, mongshanita, zincohögbomita-2N2S, zincohögbomita-2N6S, magnesiohögbomita-6N6S, magnesiohögbomita-2N3S, magnesiohögbomita-2N2S, ferrohögbomita-2N2S, pseudorútil, kleberita, berdesinskiïta, oxivanita, olkhonskita, schreyerita, kamiokita, nolanita, rinmanita, majindeïta, claudetita, estibioclaudetita, arsenolita, senarmontita, valentinita, bismita, esferobismoïta, sil·lenita, kyzylkumita i tietaiyangita.

## Formació i jaciments
Va ser descoberta als dipòsits de manganès de Shobu, a la ciutat d'Ise de la prefectura de Mie, a la regió de Kinki, (Japó), on sol trobar-se associada a altres minerals com: tefroïta, rodocrosita, pentlandita, monazita-(La), molibdenita, magnetita, hematites, heazlewoodita, calcopirita, caryopilita, bementita i altres minerals del grup de l'al·lanita. Es tracta de l'únic indret on ha estat trobada aquesta espècie mineral.